# 구 서울대학교 본관
구서울대학교본관(舊서울大學校本館)은 대한민국 서울특별시 종로구에 위치하 건물로 원래 경성제국대학의 본관 건물이었다. 1919년 3·1 운동이 일어난 후인 1922년 11월에 이상재를 대표로 하는 조선교육협회에 의하여 조선민립대학 기성회가 결성되고, 1923년 3월 29일에는 기독교청년회관에서 발기인총회가 열리는 등 조선민립대학 설립운동이 본격화되었다. 일제는 이를 저지하기 위하여 경성제국대학을 설립하였다. 경성제국대학은 1924년에 일본 제국 정부가 서울에 설치한 대학으로, 그 당시 한반도에서 유일한 4년제 종합 대학이었다. 
이 대학의 캠퍼스로 영등포나 노량진, 청량리 등이 거론되었으나 최종적으로 동숭동과 연건동 일대로 결정되었다. 연건동에는 이미 총독부병원이 자리잡고 있었다. 이곳 총독부병원 용지 66,000평과 동숭동의 민유지 25,000평을 캠퍼스 용지로 확보하였다. 동숭동 민유지는 성베네딕트회수도원이 소유하고 있었다. 처음에는 법문학부와 의학부가 설치되었는데, 법문학부는 동숭동에, 의학부는 연건동에 자리잡았다. 1930년대 말에 설립된 경성제국대학 이공학부는 양주군 공덕리(현 노원구 공릉동)에 자리잡았다. 

## 같이 보기
- 마로니에공원

 본 문서에는 서울특별시에서 지식공유 프로젝트를 통해 퍼블릭 도메인으로 공개한 저작물을 기초로 작성된 내용이 포함되어 있습니다.